# Henry Seymour (1729-1807)
Henry Seymour (21 octobre 1729 - 14 avril 1807) est un homme politique britannique.

## Biographie

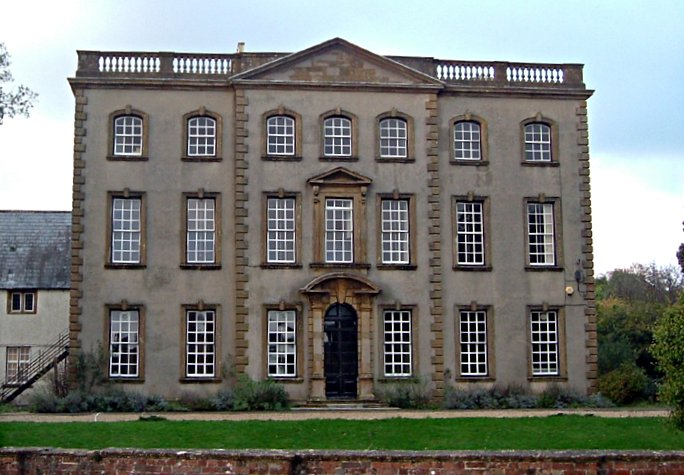
Sherborne House, Dorset (maintenant une école)

Il est le fils aîné de Francis Seymour de Sherborne, Dorset. Il fait ses études au New College. En janvier 1746/7, il hérite du domaine d'East Knoyle de son oncle, William .
En 1753, Seymour épouse Lady Caroline Cowper (décédée en 1773), fille de William Clavering-Cowper (2e comte Cowper), avec qui il a deux filles: 
- Caroline Seymour (31 janvier 1755 - 20 mars 1821), mariée en septembre 1775 à William Danby, de Swinton Park (né le 9 juillet 1752)
- Georgiana Amelia Seymour (31 déc 1756 -?), Mariée le 27 septembre 1794 à Félicité Jean Louis de Durfort, comte de Deyme (4 mars 1752 - 10 mars 1801)

Il hérite d'un domaine à Sherborne, Dorset à la mort de son père en décembre 1761, et possède également des domaines à Redland Court, Gloucestershire et Northbrook, Devonshire. Après la mort de son père, il entre en politique  obtenant le poste de valet de la chambre à coucher du Roi le 16 février 1763 et est élu député de Totnes lors d'une élection partielle cette année-là. Le 17 janvier 1765, il démissionne de son poste de valet de la chambre à coucher . En 1768, il est réélu à Huntingdon. Après avoir acheté un domaine à Norton, Worcestershire, il est réélu en tant que Whig pour Evesham en 1774, mais n'a pas résisté en 1780. Il est connu pour ne s'être adressé à la Chambre qu'une seule fois, en 1776, pour appuyer la motion de Charles James Fox visant à enquêter sur la mauvaise gestion de la Guerre d'indépendance des États-Unis .
Le 5 octobre 1775, après la mort de sa première femme en 1773, il épouse la veuve Anne Louise Thérèse, comtesse de Panthou. Louise (1741-1821) est la fille de Charles de la Martellière (né en 1700) et de Claudine Louise de Lory (1706-1742). Par ce mariage, il a un fils: 
- Henry Seymour (1776–1849)

Seymour et sa femme ont déménagé à Paris en 1778, et il a peu de temps après acheté un domaine à Prunay. Vers 1779 ou 1780, Seymour devient l'amant de Madame du Barry. Il s'est séparé de sa deuxième épouse au début de 1781 .
La Révolution française l'a conduit à fuir la France en août 1792, et il a perdu la plupart de ses biens dans ce pays par confiscation. Il passe le reste de sa vie en retraite à Knoyle . Seymour est souvent déclaré mort en 1805, mais son monument dans la cathédrale d'Exeter date de 1807 . À ce moment-là, il disposait de ses domaines à Sherborne, Redland et Norton, laissant Knoyle et Northbrook à son fils Henry .